# Favela-Bairro

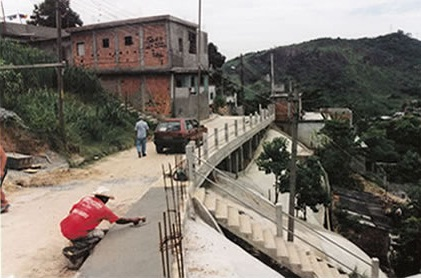
Comunidade Jardim Primavera, em Vicente de Carvalho, durante as obras do Favela-Bairro.

O Programa de Urbanização de Assentamentos Populares do Rio de Janeiro (PROAP), popularmente conhecido como Favela-Bairro, é um programa de urbanização gerido pela Prefeitura Municipal do Rio de Janeiro. Vinculado à Secretaria Municipal de Urbanismo, Infraestrutura e Habitação, o programa tem como objetivo implantar infraestrutura urbana, serviços, equipamentos públicos e políticas sociais em comunidades da cidade do Rio de Janeiro. A principal meta do Favela-Bairro é integrar a favela à cidade.
O programa, idealizado pelo arquiteto Luiz Paulo Conde, teve início em 1995, contando com investimentos tanto do Banco Interamericano de Desenvolvimento (BID) quanto da prefeitura. Na ocasião, Conde era Secretário de Planejamento da prefeitura, e coordenou a criação do programa em parceria com o Instituto de Arquitetos do Brasil, seção Rio de Janeiro, então presidida por Demetre Anastassakis.
Transformado no programa Morar Carioca em 2010 pelo prefeito Eduardo Paes, o Favela-Bairro foi retomado em 2017.
É considerado pelo Banco Interamericano de Desenvolvimento como um projeto-modelo de políticas públicas no combate à pobreza e à miséria. Indicado pela ONU como um exemplo a ser seguido por outros países no Relatório Mundial das Cidades 2006/07, o Favela-Bairro também foi escolhido como um dos melhores projetos do mundo apresentados na Expo 2000, sediada em Hanôver.

## História

### Idealização
No ano de 1992, foi instituído o Plano Diretor Decenal da Cidade do Rio de Janeiro (PDDCRJ-92), por meio da Lei Complementar nº 16, que, dentre outras medidas, determinava que as favelas ganhassem caráter de bairro, contando com serviços e infraestrutura de qualidade. O Plano Diretor representou um grande avanço em relação ao Código de Obras de 1937, cuja linguagem tratava a favela como "aberração".
Seguindo as novas diretrizes do Plano Diretor, o Favela-Bairro surgiu em 1993 como um dos vários projetos municipais de melhorias em bairros propostos pela nova gestão do município. O programa foi idealizado pelo então Secretário Municipal de Urbanismo, Luiz Paulo Conde, e seria coordenado pela recém-criada Secretaria Municipal de Habitação. O Favela-Bairro foi iniciado com a realização de um concurso público de metodologias para intervenção em favelas, promovido pelo Instituto de Arquitetos do Brasil (IAB).
O programa surgiu a partir do consenso sobre os seguintes princípios básicos:
- O reconhecimento da moradia como um direito do cidadão;
- O entendimento de que a habitação deve ser integrada ao espaço urbano;
- O pressuposto de que os investimentos públicos em unidades habitacionais deveriam se dar somente quando necessários à melhoria da ambiência urbana e da infraestrutura ou ao enfrentamento de situações de risco.

### 1ª Fase (1995-2000)

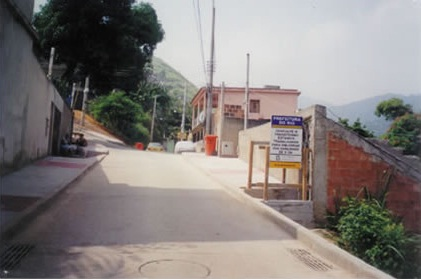
Vila Elza, no Rio Comprido, após as intervenções do Favela-Bairro.

Para o financiamento do programa, o prefeito Cesar Maia solicitou fundos do Banco Interamericano de Desenvolvimento (BID), que investiu US$ 180 milhões na 1ª fase do Favela-Bairro. Outros US$ 120 milhões foram investidos pelo poder municipal. A fim de selecionar as favelas beneficiadas pelo programa, todas as comunidades do Rio de Janeiro foram categorizadas por tamanho: pequenas, médias e grandes. As comunidades médias, que possuíam entre 500 e 2.500 lares, por representarem 40% dos moradores de favela em toda a cidade, seriam as prioritárias do programa. As comunidades pequenas, com número de lares inferior a 500, e grandes, que contavam com mais de 2.500 lares, foram beneficiadas pelos programas paralelos Favela Bairrinho e Grandes Favelas, respectivamente.
Ao fim da 1ª fase, um total de 38 favelas haviam sido beneficiadas pelo Favela-Bairro e pelos programas paralelos. Em 2000, o programa foi premiado na Expo 2000, evento que ocorreu em Hanôver, na Alemanha.

### 2ª Fase (2000-2007)
Para a 2ª fase do Favela-Bairro, foi determinado um orçamento idêntico ao da primeira fase do programa. Nessa fase, houve a urbanização de 64 favelas e 24 loteamentos irregulares, algumas concessões de titulações de propriedade e a construção de creches e centros de informática.

### 3ª Fase: Morar Carioca (2010-2016)

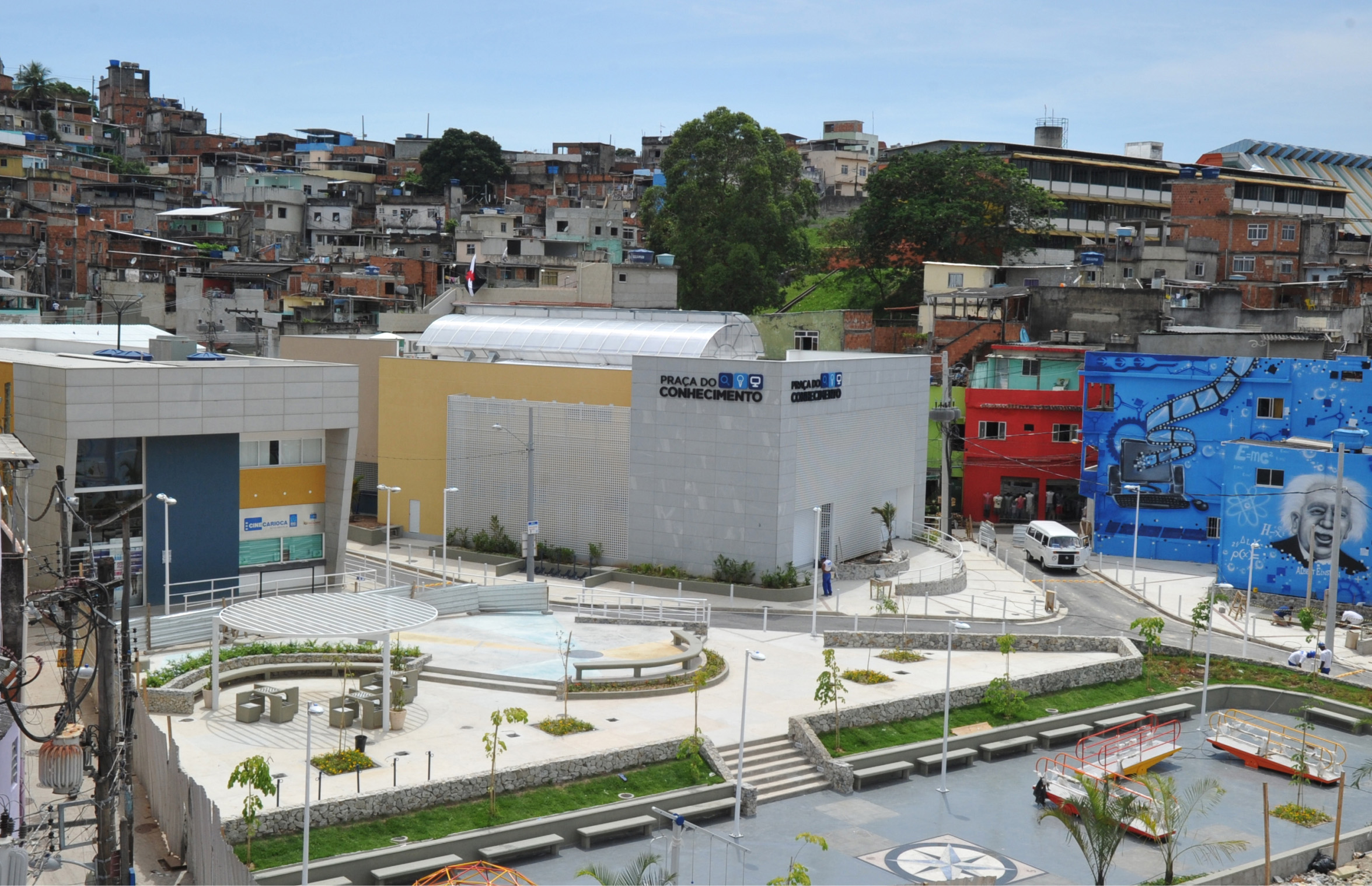
Praça do Conhecimento, situada na Favela Nova Brasília e construída no âmbito do Morar Carioca.

Em 2010, o Favela-Bairro foi substituído por um programa semelhante, o Morar Carioca. O programa tinha o objetivo de, até 2020, urbanizar todas as comunidades do Rio de Janeiro, integrando-as ao tecido urbano da cidade. Entretanto, em 2017, o programa foi descontinuado pela nova gestão, que optou por retomar o programa original.
De 2010 a junho de 2016, o Morar Carioca beneficiou cerca de 500 mil moradores, que residiam em mais de 122 mil domicílios de 226 comunidades e loteamentos. Foram investidos cerca de R$ 2,72 bilhões em obras, que incluíam pavimentação de ruas, redes de esgoto e de drenagem, pontos de iluminação pública e áreas de lazer.

### 4ª Fase (2017-2020)

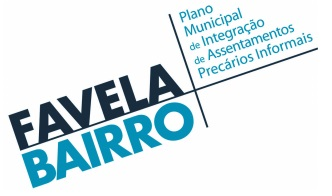
Logo atual do programa.

No dia 17 de abril de 2017, o então secretário municipal de Urbanismo, Infraestrutura e Obras, Índio da Costa, afirmou ao jornalista Edimilson Ávila, do RJTV, que a Prefeitura Municipal do Rio de Janeiro pretendia retomar o Favela-Bairro. Apesar de já ter o aval do prefeito Marcelo Crivella, não havia uma data definida para a volta do programa. O programa foi retomado três meses depois, em julho.
Até 2019, o Favela-Bairro, que contará com investimentos de R$ 300 milhões, irá beneficiar 16 comunidades e cerca de 40 mil famílias. Segundo a prefeitura, serão gerados, aproximadamente, três mil empregos diretos e indiretos. Após as obras de urbanização, os imóveis das comunidades contempladas serão legalizados, ou seja, serão concedidos títulos de propriedade aos moradores.

## Postos de Orientação Urbanística e Social
A fim de dar seguimento aos serviços públicos e de dar orientações sobre aspectos como remodelação de casas, regularização de propriedades e ordenamento urbano, a Prefeitura Municipal do Rio de Janeiro instituiu os Postos de Orientação Urbanística e Social (POUSOs), que são implantados após o término das obras do Favela-Bairro nas favelas beneficiadas pelo programa. Os POUSOs têm contribuído para promover a integração das favelas à cidade formal e a consolidação dessas comunidades em bairros.
Em cada POUSO, há um arquiteto ou engenheiro de plantão, encarregado de prestar orientação em obras locais e de fiscalizar a comunidade. Dessa forma, os moradores são estimulados a construir dentro das normas previstas, visto que podem obter projetos para novas construções e acréscimos nos POUSOs. Há também o desenvolvimento de ações de caráter educativo por uma assistente social e por agentes comunitários.